# Trayes
Trayes ist eine französische Gemeinde im Département Deux-Sèvres in der Region Nouvelle-Aquitaine. Sie hat 115 Einwohner (Stand: 1. Januar 2022) und gehört zum Arrondissement Bressuire sowie zum Kanton Cerizay.

## Geographie
Trayes liegt etwa 17 Kilometer südlich des Stadtzentrums von Bressuire. Umgeben wird Trayes von den Nachbargemeinden Largeasse im Westen und Norden, Neuvy-Bouin im Nordosten und Osten sowie Vernoux-en-Gâtine im Süden und Südwesten.

## Bevölkerungsentwicklung

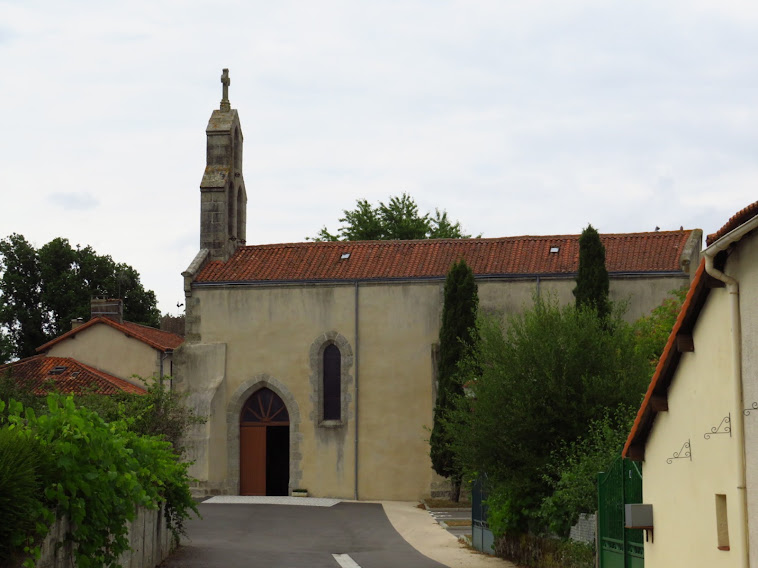
Kirche Saint-Denis

| Jahr      | 1962 | 1968 | 1975 | 1982 | 1990 | 1999 | 2006 | 2019 |
| Einwohner | 181  | 180  | 168  | 144  | 133  | 131  | 134  | 121  |